# Ivica Tucak
Ivica Tucak (Šibenik, 1970. február 8. –) horvát vízilabdázó, edző, a horvát vízilabda-válogatott szövetségi kapitánya.

## Pályafutása

### Játékosként
Játékos pályafutása során az Šibenik - korábban Solaris - játékosa volt 1999-től 2003-ig. Ezt követően két szezont töltött a Medvescak Zagrebben, majd visszatért a Sibenikhez, ahol a 2004-05 szezon végén jelentette be visszavonulását.

### Edzőként
2005 nyarán Veselin Đuhóval közösen vezette a horvát junior csapatot. A 2006-2007-es szezonban a LEN-Európa-kupa-sorozatban döntőbe jutott a Šibenikkel, de ott alulmaradtak az orosz Szintez Kazany ellen. A horvát junior csapat edzőjeként 2008-ban Európa-bajnoki bronzérmet szerzett. 2010-től 2012-ig a Jadran Herceg Novi vezetőedzője volt, akikkel kétszer nyert bajnokságot és kupát, valamint Adria-ligát. Ugyanebben az időszakban tagja volt a horvát nemzeti csapat stábjának, majd 2012. szeptember 16-án ő vette át Ratko Rudić helyét a válogatott élén. A 2013-as Mediterrán játékokon aranyérmet nyert. Címvédőként ezüstérmes lett a horvát csapat a 2016-os olimpián az irányításával, a 2017-es budapesti világbajnokságon pedig aranyérmet szerzett.